# Comahuesaurus
Comahuesaurus é um gênero de dinossauro da família Rebbachisauridae. Há uma única espécie descrita para o gênero Comahuesaurus windhauseni. Seus restos fósseis foram encontrados na formação Lohan Cura, na bacia de Neuquén, Argentina, e datam do Cretáceo Inferior.